# شکست بهمنی
شکست بهمنی از گونه‌های شکست دیودی است.
دیود از پیوند نیمه‌رسانا P-N تشکیل شده‌است و می‌تواند در بایاس مستقیم یا معکوس قرار گیرد. در بایاس معکوس، جریان اشباع معکوس یا جریان نشتی از دیود عبور خواهد کرد که بسیار کم و در حدود چند نانوآمپر است (بسته به جنس دیود که ژرمانیوم باشد یا سیلیسیم).
در محل پیوند، میدان الکتریکی از طرف N به P است. در بایاس مستقیم ولتاژ منبع باید بر این میدان غلبه کند تا جریان قابل قبول از دیود بگذرد. اما در بایاس معکوس، شدت میدان افزایش یافته و ناحیه تهی دیود افزایش می‌یابد. در دیود ایده‌ال و در بایاس معکوس، با افزایش ولتاژ، جریان اشباع معکوس ثابتی می‌گذرد. اما در دیود واقعی با رسیدن ولتاژ معکوس به حدی خاص، دیود وارد فاز شکست می‌شود. شکست دیود دو حالت دارد:
- شکست بهمنی
- شکست زنر

شکست بهمنی: در محل پیوند و اطراف آن، میدان الکتریکی وجود دارد که شدت آن درست در محل پیوند بیشینه است و بایاس معکوس این میدان را تقویت می‌کند. هرچه شدت این میدان بیشتر باشد، سرعت رانش حامل‌ها بزرگتر خواهد بود. به ازای یک مقدار بحرانی برای شدت میدان الکتریکی، حاملها به‌طور متوسط چنان شتاب می‌گیرند که انرژی کافی برای برخورد با شبکه بلور و شکستن پیوندهای بلوری را داشته باشند. این فرایند با آزاد شدن یک زوج الکترون-حفره همراه است. حاملی که به شبکهٔ بلور برخورد می‌کند، انرژی بالایی دارد که می‌تواند یک الکترون نوار ظرفیت را برانگیخته و به نوار رسانش ببرد. با حرکت الکترون از نوار ظرفیت، یک جای خالی الکترون (حفره) به وجود خواهد آمد. اکنون هر سه حامل (یک الکترون و دو حفره) آزاد هستند تا توسط میدان الکتریکی شتاب گیرند و در برخوردهای دیگر، حامل‌های دیگری را با همان روش آزاد کنند. این پدیده را، که مانند بهمن در کوهستان‌هاست، پدیدهٔ شکست بهمنی می‌نامند.
هر حامل تنها، چه الکترون و چه حفره، دو حامل تولید می‌کند که هر کدام از آنها زوج‌های الکترون-حفره دیگری تولید می‌کنند.